# It's Not Right but It's Okay
"It's Not Right but It's Okay" là một bài hát của nghệ sĩ thu âm người Mỹ Whitney Houston nằm trong album phòng thu thứ tư của cô, My Love Is Your Love (1998). Ban đầu, nó được phát hành như là mặt-B của đĩa đơn "Heartbreak Hotel", trước khi chính thức được phát hành như là đĩa đơn thứ ba trích từ album vào ngày 25 tháng 1 năm 1999 bởi Arista Records. Bài hát được viết lời bởi LaShawn Daniels, Rodney Jerkins, Fred Jerkins III, Isaac Phillips và Toni Estes, và được sản xuất bởi Darkchild. Đây là một bản Neo-R&B với nội dung liên quan đến việc một người phụ nữ đối mặt với người yêu của mình về sự không chung thủy của anh ta. Ngoài phiên bản gốc của bài hát, một số phiên bản phối lại của nó cũng được phát hành, trong đó nổi bật là bản phối lại của Thunderpuss.
Sau khi phát hành, "It's Not Right but It's Okay" nhận được những phản ứng tích cực từ các nhà phê bình âm nhạc, trong đó họ đánh giá nó như là một điểm nhấn nổi bật từ My Love Is Your Love. Nó nhận được hai đề cử giải Grammy tại lễ trao giải thường niên lần thứ 42 cho Bài hát R&B xuất sắc nhất và Trình diễn giọng R&B nữ xuất sắc nhất, và chiến thắng giải sau. Bài hát cũng gặt hái những thành công đáng kể về mặt thương mại, đứng đầu bảng xếp hạng ở Tây Ban Nha và lọt vào top 5 ở một số thị trường như Canada, Vương quốc Anh và Hoa Kỳ, nơi nó đạt vị trí thứ tư trên bảng xếp hạng Billboard Hot 100 và trở thành đĩa đơn thứ 21 của Houston lọt vào top 10 tại đây.
Video ca nhạc cho "It's Not Right but It's Okay" được đạo diễn bởi Kevin Bray, trong đó Houston trình diễn nó xung quanh một chiếc bàn ăn thủy tinh, xen kẽ với những hình ảnh nhiều người phụ nữ cùng nhau hát phần điệp khúc với cô và cảnh nhảy của những nữ vũ công trong trang phục quân đội. Để quảng bá bài hát, nữ ca sĩ đã trình diễn nó trên nhiều chương trình và lễ trao giải lớn, bao gồm The Oprah Winfrey Show, Top of the Pops, Wetten, dass..?, VH1 Divas Live '99, Giải thưởng Soul Train Music năm 1999, Giải Brit năm 1999 và giải Grammy lần thứ 43. "It's Not Right but It's Okay" cũng xuất hiện trong nhiều album tổng hợp của Houston, như Whitney: The Greatest Hits (2000), The Ultimate Collection (2007) và I Will Always Love You: The Best of Whitney Houston (2012). Ngoài ra, bài hát cũng được hát lại và sử dụng làm nhạc mẫu bởi một số nghệ sĩ, bao gồm Chvrches, Naughty Boy và dàn diễn viên của Glee.

## Danh sách bài hát
| Đĩa CD tại châu Âu / Đĩa CD #1 tại Anh quốc 1. "It's Not Right But It's Okay" (radio chỉnh sửa) – 4:15 2. "It's Not Right But It's Okay" (Club 69 Club Mix) – 7:58 3. "It's Not Right But It's Okay" (Johnny Vicious Radio Mix) – 4:14 Đĩa CD #2 tại Anh quốc 1. "It's Not Right But It's Okay" (Club 69 Club Mix) – 4:15 2. "Step by Step" – 4:12 3. "I'm Every Woman" – 4:47 Đĩa 12" tại Anh quốc 1. "It's Not Right But It's Okay" (bản album) – 4:45 2. "It's Not Right But It's Okay" (bản không lời) – 4:51 | Đĩa CD tại Hoa Kỳ 1. "It's Not Right But It's Okay" – 4:18 2. "It's Not Right But It's Okay" (Rodney Jerkins Smooth Mix) – 4:15 3. "It's Not Right But It's Okay" (Thunderpuss Mix) – 4:11 Đĩa CD maxi tại Hoa Kỳ 1. "It's Not Right but It's Okay" (Rodney Jerkins Smooth Mix) - 4:25 2. "It's Not Right but It's Okay" (Rodney Jerkins Smooth Instrumental) - 4:40 3. "It's Not Right but It's Okay" (Thunderpuss Radio Mix) - 4:16 4. "It's Not Right but It's Okay" (Club 69 Radio Mix) - 4:18 5. "It's Not Right but It's Okay" (Thunderpuss Club Mix) - 9:15 6. "It's Not Right but It's Okay" (Club 69 Future Club Mix) - 8:01 7. "It's Not Right but It's Okay" (Club 69 Future Dub) - 7:48 8. Bản cắt bổ sung đặc biệt: "I Will Always Love You" (Hex Hector Club Mix) - 9:50 |

## Xếp hạng
| Bảng xếp hạng (1999)                     | Vị trí cao nhất |
| ---------------------------------------- | --------------- |
| Úc (ARIA)                                | 88              |
| Áo (Ö3 Austria Top 40)                   | 20              |
| Bỉ (Ultratop 50 Flanders)                | 40              |
| Canada (Canadian Singles Chart)          | 3               |
| Châu Âu (European Hot 100 Singles)       | 9               |
| Pháp (SNEP)                              | 21              |
| Đức (Official German Charts)             | 14              |
| Ý (FIMI)                                 | 11              |
| Hà Lan (Dutch Top 40)                    | 10              |
| Hà Lan (Single Top 100)                  | 12              |
| Ireland (IRMA)                           | 21              |
| New Zealand (RIANZ)[A]                   | 33              |
| Tây Ban Nha (PROMUSICAE)                 | 1               |
| Thụy Điển (Sverigetopplistan)            | 12              |
| Thụy Sĩ (Schweizer Hitparade)            | 18              |
| Anh Quốc (OCC)                           | 3               |
| Hoa Kỳ Billboard Hot 100                 | 4               |
| Hoa Kỳ Dance Club Songs (Billboard)      | 1               |
| Hoa Kỳ Hot R&B/Hip-Hop Songs (Billboard) | 7               |

| Bảng xếp hạng (1999)                 | Vị trí |
| ------------------------------------ | ------ |
| Europe (European Hot 100 Singles)    | 67     |
| Germany (Official German Charts)     | 83     |
| Netherlands (Dutch Top 40)           | 90     |
| Netherlands (Single Top 100)         | 85     |
| Sweden (Sverigetopplistan)           | 83     |
| UK Singles (Official Charts Company) | 25     |
| US Billboard Hot 100                 | 44     |
| US Hot Dance Club Songs (Billboard)  | 11     |
| US Hot R&B/Hip-Hop Songs (Billboard) | 37     |

Ghi chú: A^ Ở New Zealand, "Heartbreak Hotel" được phát hành như là một đĩa đơn mặt A đôi với "It's Not Right But It's Okay" vào tháng 4 năm 1999.

## Chứng nhận
| Quốc gia                                                                           | Chứng nhận | Số đơn vị/doanh số chứng nhận |
| ---------------------------------------------------------------------------------- | ---------- | ----------------------------- |
| Anh Quốc (BPI)                                                                     | Bạch kim   | 600.000‡                      |
| Hoa Kỳ (RIAA)                                                                      | Vàng       | 500,000^                      |
| * Chứng nhận dựa theo doanh số tiêu thụ. ^ Chứng nhận dựa theo doanh số nhập hàng. |            |                               |